# Fernando Luna
| Estadísticas de Fernando Luna      | Estadísticas de Fernando Luna |
| ---------------------------------- | ----------------------------- |
| Origen:                            | Ciudad Real, España           |
| Fecha de nacimiento:               | 24 de abril de 1958           |
| Altura:                            | - m                           |
| Peso:                              | - kg                          |
| Juego:                             | Diestro                       |
| Profesional desde:                 | -                             |
| Retiro:                            | -                             |
| Mejor Ranking ATP en Individuales: | 33º (14 de mayo de 1984)      |
| Mejor Ranking ATP en Dobles:       | -                             |

Fernando Luna (Ciudad Real, 24 de abril de 1958) es un tenista español ya retirado.
Aunque nacido en Ciudad Real, es natural de Villanueva de los Infantes. Como jugador era diestro. 
Fue campeón de España individual absoluto de tenis en 1977, 1980, 1981 y 1987.
Su mejor clasificación en el ranking de la ATP fue el puesto 33 del mundo el 14 de mayo de 1984. Aunque participó durante numerosas temporadas en el circuito profesional de la ATP durante los años '80, no llegó a vencer en ningún torneo.
El polideportivo de Villanueva de los Infantes lleva su nombre.